# Querelle
Querelle (niem. Querelle – Ein Pakt mit dem Teufel) – niemiecko-francuski dramat filmowy w reżyserii Rainera Wernera Fassbindera z 1982 roku, zrealizowany na podstawie książki Jeana Geneta Querelle z Brestu (1953). Projekt miał swoją premierę podczas 39. MFF w Wenecji w sierpniu 1982.
Film był przedmiotem wielu kontrowersji ze względu na nieskrępowany i prowokacyjny obraz homoseksualizmu, seksu i przestępczości. Projekt był ostatnim filmem reżyserowanym przez Fassbindera; twórca zadedykował go zmarłemu byłemu partnerowi, aktorowi El Hediemu ben Salemowi.

## Fabuła
Młody, przystojny marynarz Querelle po przybyciu do portowego Brestu morduje handlarza narkotyków. Równolegle morderstwa w porcie dopuszcza się także Gil − turecki murarz. Wkrótce bohaterów połączy zbrodnia, przyjaźń i miłość. Istotny jest także wątek tawerny znajdującej się przy porcie. W barze tym Querelle poznaje Nono, który wkrótce staje się jego specyficznym kochankiem. Mimo to, Querelle wypiera z siebie deklarację homoseksualnych skłonności. Poczynaniom bohatera przygląda się jego kapitan, porucznik Seblon − bez reszty zakochany w marynarzu.

## Obsada
- Brad Davis − Querelle
- Franco Nero − porucznik Seblon
- Hanno Pöschl − Robert/Gilbert „Gil” Turko
- Jeanne Moreau − Lysiane
- Günther Kaufmann − Nono
- Burkhard Driest − Mario
- Laurent Malet − Roger Bataille
- Roger Fritz − Marcellin
- Dieter Schidor − Vic Rivette
- Neil Bell − Theo
- Natja Brunckhorst − Paulette

## Produkcja
Zdjęcia do filmu kręcono w CCC-Atelier w Spandau, dzielnicy Berlina. Budżet Querelle wynosił cztery miliony czterysta marek niemieckich.
Rainer Werner Fassbinder nadał filmowi cechy groteskowej niepowtarzalności, podkreślając sztuczność wykonanych na wzór teatralnej scenografii plenerów oraz każąc aktorom grać w sposób monotonny i nienaturalny. Całość nakręcił w konwencji melodramatycznej.

## Wydanie filmu
31 sierpnia 1982 w trakcie 39. z kolei Międzynarodowego Festiwalu Filmowego w Wenecji, kilka miesięcy po śmierci reżysera, nastąpiła ogólnoświatowa premiera filmu. Prezentacja odbyła się w atmosferze skandalu i niezrozumienia dzieła. Wkrótce potem film zaprezentowano widzom Festiwalu Filmowego w Montrealu. Następnie miały miejsce premiery Querelle w krajach rodzimych − we wrześniu film trafił do kin w Niemczech i we Francji, a miesiąc później stał się częścią Chicago International Film Festival, gdzie został po raz pierwszy zaprezentowany w Stanach Zjednoczonych. W drugiej połowie lutego 1983 wyświetlono dramat podczas prestiżowego Berlinale, a w kwietniu tego roku odbyła się ekskluzywna premiera filmu w Nowym Jorku. W ciągu kolejnych paru lat miała miejsce światowa dystrybucja filmu.
Polska premiera kultowego już obrazu miała miejsce podczas festiwalu Era Nowe Horyzonty w Cieszynie w 2005. 30 lipca film wyświetlono w ramach cyklu „Retrospektywa: Rainer Werner Fassbinder”, który stanowił przegląd projektów tego właśnie reżysera. 18 października 2009 obraz był prezentowany w Polsce po raz drugi, podczas przeglądu filmowego „O miłości między innymi”, organizowanego przez Instytut Goethego i Kino Pod Baranami w Krakowie.

## Opinie
Querelle został pozytywnie oceniony przez krytyków filmowych.
Dziennikarz współpracujący z serwisem eyeforfilm.co.uk uznał, że Querelle „to znacznie więcej niż tylko film kultowy wśród gejowskich odbiorców”. Recenzent zwrócił uwagę na reżyserię Fassbindera, który stylistykę dzieła przedkładał nad zawartość fabularną, a także na podjęte tematy: feminizm oraz eksplorowanie seksualności postaci, a nie tylko ich orientacji. Chwaląc stronę techniczną oraz dialogi, opiniodawca napisał: „W ciągu kilku minut od rozpoczęcia Querelle, jesteśmy wciągnięci w świat niebanalnego wizualnego i fonetycznego bogactwa.”
Z aprobatą nie spotkała się muzyka filmowa Peera Rabena. To za sciężkę dźwiękową obraz zebrał trzy nominacje do antynagród Złotych Malin w kategoriach najgorsza muzyka oraz najgorsza piosenka (za „Each Man Kills the Thing He Loves” i „Young and Joyful Bandit” wykonywanych w filmie przez Jeanne Moreau).